# Peculiar Patients' Pranks
Peculiar Patients' Pranks (o Lonesome Luke, He's Almost an Ostrich) è un cortometraggio muto del 1915 prodotto e diretto da Hal Roach e interpretato da Harold Lloyd.

## Trama
Mentre sta cercando di rintracciare una bella ragazza, va a finire che Lonesome Luke viene ricoverato in ospedale.

## Produzione
Il film fu prodotto da Harold Roach per la Rolin Films (come Phunphilms). Venne girato dal 3 al 18 settembre 1915.

## Distribuzione
Distribuito dalla Pathé Exchange, uscì nelle sale cinematografiche USA il 22 dicembre 1915.
Copia della pellicola viene conservata negli archivi della Library of Congress.